# NekoMiko
《NekoMiko》是由qureate開發的戀愛冒險遊戲，遊戲先後於任天堂Switch和Steam等平台上發佈。故事講述霉氣纏身的男主角偶然間造訪了神秘的「貓福神社」，神社的兩個貓耳娘巫女為了驅散男主角霉氣開始同居生活。

## 遊戲內容
《NekoMiko》採用視覺小說的遊玩方式，玩家扮演霉氣纏身的男主角和兩個貓耳娘巫女相遇後的同居。玩家遊玩時需要閱覽屏幕上所顯示的文本以了解故事情節和人物之間的對話，這些文字會與人物的立繪和背景一同出现，用以表示對話的對象。角色立繪使用了E-mote技術，會隨著對話進行作出相應的表情和動作。在部分場景中會遇見代替背景和人物立繪的電腦圖像。遊戲中會在預設的段落中出現行為選項供玩家選擇，下一段文本在做出選擇前並不能夠顯示，選項會增加女主角好感度。根據兩個女主角的好感度，玩家會進入不同結局。在故事最後彩芽和楓成功驅散了男主角身上的霉氣並打算回到神社，好感度高的女主角會選擇留在男主角身邊並進入對應個人結局，兩人好感度高會進入後宮結局，兩人好感度低則兩人離開，男主角恢復一般生活。

## 登場角色
彩芽
貓福神社的巫女，擁有除厄旺人緣能力，和主人公同居後開始喜歡玩電子遊戲。
楓
貓福神社的巫女，擁有除厄招財能力，和主人公同居後開始喜歡看輕小說。

## 開發及發行
《NekoMiko》是qureate第一部作品，有開發美少女遊戲經驗的臼田裕次郎擔任該作遊戲製作人，臼田裕次郎考慮到預算和發行平台Steam上的流行遊戲類型，決定新專案是一款低價的文字冒險遊戲。作品一開始就打算在日本海外市場發行，除了推出英文版外，題材上特意選用神社巫女和貓娘這些元素以吸引海外玩家。角色設定由和乾和音負責，劇本由負責，遊戲還使用E-mote技術製作角色立繪。
2018年8月qureate首次披露遊戲的開發信息，並預計遊戲在2018年內在Steam發佈。同年12月，qureate確認遊戲於2019年1月發售，並公佈宣傳視頻。2019年1月25日，遊戲正式在Steam上線，發售初期有折扣優惠，Steam版可以通過安裝补丁增加色情場景，同年2月21日在DLsite上線。11月21日，qureate表示遊戲將於12月5日移植到任天堂Switch平台上，即日起到發售日前預購有折扣優惠。日本、北美和亞洲（日本之外）三地各佔遊戲銷量的三成，其餘一成是歐洲及其他地區，其中海外最暢銷的市場是中國大陸。

## 評價
遊戲美術獲得Noisy Pixel編輯派爾·卡瓦納的正面評價，派爾·卡瓦納提到遊戲用戶界面設計簡單明了，場景背景也很精美，可愛的角色立繪配合E-mote的動畫效果也很吸引人。
角色設計也獲得評論員的好評，評論員在秋葉原綜研直言遊戲最大的亮點就是兩個女主角，彩芽性格開朗又有點天然呆，楓性格溫柔又有點毒舌。兩個角色性格互補之餘，外形和說話方式都極具個性，各有各的可愛之處。
派爾·卡瓦納還指出以遊戲的小體量，qureate為遊戲三個結局設計了不同的片尾曲可謂十分用心，同時他也批評遊戲的英文本地化上的不足，不少翻譯錯誤影響到遊戲體驗。

## 外部連結
- 官方网站 （日語）
- 《NekoMiko》在視覺小說數據庫的頁面 （英文）